# Sepsibükszád
Sepsibükszád (románul Bixad) község Romániában Kovászna megyében.

## Fekvése
A település a Baróti-hegység, a Bodoki-hegység és a Csomád-hegység (melynek kiemelkedő pontja a Nagy-Csomád) által határolt fennsíkon található, mintegy 1200 méteres tengerszint feletti magasságban; közelében van a Szent Anna-tó és a Mohos-láp. Bicsadnak is nevezték az 1960-as években.

## Környező települések
Tusnádfürdőtől délre mintegy 8 km-re, Sepsiszentgyörgytől 28 km-re északra a Tusnádi-szoros déli kijáratánál az Olt partján fekszik. Ez Háromszék legészakibb Olt menti faluja.

## Megközelítése
- Közúton az E578 útról a 113-as mellékútra térve lehet elérni a falut.
- Vasútállomása az Olt mentén, a falutól 20-30 perc gyalogútra van.

## Története
Területén a középkorban öt kis falu: Almás, Zsombor, Gohán, Gerebencs és Rakottyás feküdt. A település a Mikó es Mikes család üveghutatelepeként fejlődött faluvá, miután a Mikóújfaluban működő üveghutát 1782-ben idetelepítették és 1914-ig működött.
A 19. század második felében Bukszád és környéke gróf Mikes Benedek tulajdona lesz, aki nemcsak az üveggyárat fejleszti tovább, hanem a Zsombor-patak forrásvidékén lévő fürdőtelepet is felvirágoztatja, miközben Tusnádfürdő újjáépítésében úttörő szerepet vállal.
1910-ben 1971 lakosából 1952 magyar, 9 román, 4-4 német és szlovák volt. A trianoni békeszerződésig Háromszék vármegye Sepsi járásához tartozott. 1992-ben 1883 lakosából 1853 magyar, 11 román és 3 cigány volt.
2004-ben vált ki Málnás községből és szervezték önálló községgé.

## Látnivalók
- Az Olt jobb partján emelkedő hegyfokon láthatók Vápa várának tekintélyes romjai. A középkori vár őskori telepre épült, építésének s pusztulásának körülményei ismeretlenek.
- Szemben, kúp alakú hegyen állnak Sólyomkő őrtornyának 2 m magas maradványai. Pusztulásának körülményei ismeretlenek, valószínűleg a 14-15. században pusztult el.
- Régi temploma a Bükszád-Üvegcsűr-pataknál volt 1830-ban bontották le, mai római katolikus temploma 1867-ben épült Nagyboldogasszony tiszteletére.
- görögkatolikus temploma 1712-ben épült,
- Ortodox temploma is van
- Nevezetes fürdőhely. A Mikes-fürdő ma már csak nevében él. Bükszádtól keletre, a Zsombor-patak két fő forrásága, a Veres- és a Büdös-patakok találkozásánál épült 1860–1880 között, Tusnádfürdő egyik mecénása, gróf Mikes Benedek birtokán. Kezdetben vendégházak, hideg borvizes medencék, mofetta és meleg fürdő működött a telepen.
- Mikes Ármin iskola. Az U-alaku épületet gr. Mikes Ármin építtette vadászkastélyként, 1900-ban.

## Itt született
- 1914-ben Ábrahám Árpád, a kivégzett római katolikus lelkész, a Szoboszlay Aladár-féle összeesküvés résztvevője.
- 1927-ben Sánta Ferenc író.

## Könyv
- Térkép

(Földünk térképeken) Főszerkesztő: dr. Radó Sándor: Képes politikai és gazdasági világatlasz. Offset Nyomda. 2. javított kiadás. Budapest: Kartográfiai Vállalat. 1968.   55. o.   Maros-Magyar Autonóm tartomány